# Lost!
Lost! is een single van de Engelse band Coldplay. Het nummer is de derde single die afkomstig is van het album Viva la Vida or Death and All His Friends. De officiële releasedatum was 10 november 2008.

## Andere versies

### "Lost?"
"Lost?" is een akoestische versie van Lost! Op deze versie is alleen Chris Martin, die zichzelf op de piano begeleidt, te horen. Het nummer verscheen al op de B-kant van de single Viva la Vida en later op de Japanse iTunes versie van het album. Tevens is dit nummer te vinden op de Lost! EP.

### "Lost-"
"Lost-" is een instrumentale versie van het nummer Lost!

### "Lost+"
Op deze versie is een gastbijdrage van rapper Jay-Z te horen. De première van dit nummer was op 16 oktober 2008 bij BBC Radio 1. "Lost+" staat op de ep Prospekt's March. Een videoclip ervan is gelijk aan die van "Lost@", alleen heeft Jay-Z in een studio in de Verenigde Staten zijn bijdrage opgenomen en deze is in de originele clip gemonteerd.

### "Lost@"
Lost@ is een liveversie van het nummer Lost! Dit nummer is opgenomen in The United Center in Chicago, Verenigde Staten op 22 juli 2008. Dit nummer vormde ook de basis voor de videoclip van Lost!

## Videoclip
De videoclip van Lost! is opgenomen in Chicago. De officiële release van de videoclip was op de website van Coldplay op 26 september 2008. De videoclip is opgenomen en geregisseerd door Mat Whitecross. Voor Lost? heeft Coldplay een wedstrijd uitgeschreven. De winnaar van de wedstrijd krijgt een vippakket voor een van de concerten die Coldplay geeft in Londen.

## Hitnotering
| Lost! in de Nederlandse Top 40 - binnen: 29 november 2008 | Lost! in de Nederlandse Top 40 - binnen: 29 november 2008 | Lost! in de Nederlandse Top 40 - binnen: 29 november 2008 | Lost! in de Nederlandse Top 40 - binnen: 29 november 2008 | Lost! in de Nederlandse Top 40 - binnen: 29 november 2008 | Lost! in de Nederlandse Top 40 - binnen: 29 november 2008 | Lost! in de Nederlandse Top 40 - binnen: 29 november 2008 | Lost! in de Nederlandse Top 40 - binnen: 29 november 2008 | Lost! in de Nederlandse Top 40 - binnen: 29 november 2008 | Lost! in de Nederlandse Top 40 - binnen: 29 november 2008 | Lost! in de Nederlandse Top 40 - binnen: 29 november 2008 | Lost! in de Nederlandse Top 40 - binnen: 29 november 2008 |
| Week                                                      | 1                                                         | 2                                                         | 3                                                         | 4                                                         | 5                                                         | 6                                                         | 7                                                         | 8                                                         | 9                                                         | 10                                                        |                                                           |
| --------------------------------------------------------- | --------------------------------------------------------- | --------------------------------------------------------- | --------------------------------------------------------- | --------------------------------------------------------- | --------------------------------------------------------- | --------------------------------------------------------- | --------------------------------------------------------- | --------------------------------------------------------- | --------------------------------------------------------- | --------------------------------------------------------- | --------------------------------------------------------- |
| Nummer                                                    | 26                                                        | 22                                                        | 18                                                        | 15                                                        | 17                                                        | 15                                                        | 19                                                        | 22                                                        | 25                                                        | 36                                                        | uit                                                       |

## NPO Radio 2 Top 2000
| Nummer met noteringen in de NPO Radio 2 Top 2000 | '09 | '10 | '11 | '12 | '13 | '14  | '15  | '16  | '17  | '18  | '19  |
| ------------------------------------------------ | --- | --- | --- | --- | --- | ---- | ---- | ---- | ---- | ---- | ---- |
| Lost!                                            | 497 | 699 | 658 | 761 | 845 | 1141 | 1329 | 1603 | 1749 | 1679 | 1920 |

1. ↑  Een vetgedrukt getal geeft de hoogste notering aan.
2. ↑  2009 was het eerste jaar met een notering voor dit nummer.
3. ↑  Deze tabel is bijgewerkt tot en met de laatste editie (2024).